# Altos del Rosario
Altos del Rosario è un comune della Colombia facente parte del dipartimento di Bolívar.
Il centro abitato venne fondato su iniziativa di Diego Ortíz Nieto nel 1637, mentre l'istituzione del comune è del 1840.